# Sojenice
Sojenice (tudi rojenice, jesenice, rožanice) so tri bajeslovna bitja, za katera so stari Slovani verovali, da odločajo o njihovi usodi.
Sojenice so tri vile, ki ob otrokovem rojstvu odločajo o njegovi usodi (o sreči in nesreči v življenju, premoženskem stanju ter času in načinu smrti). Predstava o sojenicah je zelo razširjena. V Evropi  nastopajo pod raznimi imeni: pri Grkih so to mojre, pri Germanih norne, pri Rimljanih parke, pri Srbih rođenice, suđenice, pri Čehih pa sudicke.

## Grška mitologija
V grški mitologiji so znane tri sestre, Zevsove hčere - Kloto, Lahezis in Atropa - upravljajo s človekovo usodo. Kloto je predla življenjsko nit, Lahezis jo je vlekla in tako delila usodo, Atropa pa jo je prerezala. Opisujejo jih kot hladne, brezčutne, brezdušne in nemilostne, a spoštovane tudi kot boginje rojstva.

## Rimska mitologija
V rimski mitologiji so jih poznali kot Parke, z istimi vlogami kot v grški mitologiji, imenovale pa so je Nona, Decima in Morta.

## Nordijska mitologija
V nordijski mitologiji omenjajo tri Norne: Urd ali Preteklost, Verdandi sli Sedanjost in Skuld ali Bodučnost. Skuld je istočasno tudi valkira. Navedene Norne su verjetno sestre in izhajajo od Imira, ki so ga ubili Odin in njegova brata Ve in Vili, iz njegovega telesa pa zgradili svet.

## Slovanska mitologija
V slovanski mitologiji so obstajale tri boginje, ki so reševale usodo človeka. Stari Slovani so jih imenovali Sojenice, Rojenice ali Rožanice ('roditi'), Čehi Sudički, Srbi Sreća, Primorci Srićica, Rusi Dolja, Bolgari Orisnica ('ta ki rešuje'). Tudi Hrvati kajkavskega govornega področja in Slovenci so poznali Rojenice ali Sojenice, Slavonci Usude in Sudije, v vzhodni Srbiji pa so poznali Suđaje.
Slovani so verjeli da Sojenice pridejo v treh nočeh po otrokovem rojstvu in mu določijo usodo. Bile so to tri prijazne žene v belih oblekah, ki bi stale ob otroku in se dogovarjale o njegovi usodi. Dve od njih sta bili dobri in sta prinašali srečo, tretja je bila namrščena in zahrbtna. Ker bi lahko otroku tudi zagodile, so ljudje za njih na mizi pustili kruh, maslo, sir, med ter  vino in bi jih s tem pomirili. Najraje so imele polmračna, zadimljena hišna ognjišča.

## Predstavitev literarnih likov
Rojenice ali sojenice so visoke in sloke žene, ki pridejo prvo, tretjo ali sedmo noč po rojstvu otroka in napovedo usodo. Obstajajo tri sojenice:
- prva sodi mladost,
- druga zakonsko življenje,
- tretja pa starost.

Drugi pa trdijo, da:
- ena sodi veselo in srečno življenje,
- ena žalost in nesrečo,
- ena pa smrt.

Po stari veri pridejo sojenice v hišo, kjer se rojeva otrok, in sedejo za mizo. Na lepo pogrnjeno mizo jim pripravijo vino, pogačo in kruh, da bodo novorojencu morda sodile bolj srečno življenje in bolj polno mizo kot najdejo, lepša bo otrokova usoda. Navadno oko jih ne vidi, ugleda jih le berač, ki se je po naključju zatekel v hišo. Podobno kot v antičnih mitih, naj bi tudi po našem izročilu:
- prva sojenica nasnula niti življenja--> Kloto
- druga naj bi jih predla--> Lahezis
- tretja pa ob smrti prerezala--> Atropa

Njihov značilen pripomoček je preja, pojavijo pa se še: preslica, kolovrat, nit. Napoved sojenic je neizpodbitna, prepreči pa jo lahko le nasvet nekoga, ki je posvečen v kozmične skrivnosti, npr. vedeževalec, puščavnik. Ljudje jim pripisujejo dvojen odnos do človeka. Po eni strani mu želijo dobro ali pa so nosilke njegove usode, ki je zapisana smrti.

### Pomen barv
Prva rojenica sodi mladost, druga zakonsko življenje, tretja pa starost; poslednja je vselej belo oblečena, onidve pa rdeče, modro ali drugače, tako da je barva njene obleke v skladu s sodbo. Rdeča in modra barva sta barvi mladosti, življenjske radosti, bela pa znamenje smrti.

## Primerjave
Primerjave z vilami Sojenicami najdemo tudi v drugih junakinjah, ki so ljudem reševala življenja in pisala njihovo usodo.

### Legenda o Ajdovski deklici
Rečna dolina Save Dolinke slovi kot dolina adrenalinskih izzivov, kjer domujejo zgodbe o ajdovski deklici in popotnikih iz celega sveta. Popotniki so v teh krajih potovali peš ali z vozovi in marsikdaj jih je nepredvidljivo vreme postavilo pred težke preizkušnje. Včasih so bili zameti in plazovi tolikšni, da so zakrili pravo smer poti in tedaj je mednje prišla Ajdovska deklica, dobra gorska vila, in jim pokazala pravo pot. Popotniki so ji bili hvaležni za izkazano pomoč, ki jim je reševala življenja in vsakič, ko so se po isti poti vračali domov, so Ajdovski deklici pod previsno skalo ob vznožju Prisojnika pustili darove, kruh, vino in suho meso. Deklica ni bila nikoli lačna in žejna, potniki pa so se počutili varne. Njen pogled, ki poln začudenja strmi v nas, nam nemo pripoveduje usodo dobre vile. Bila pa je tudi vila sojenica, ki je prerokovala novorjencem prihodnost. Neke noči je prišla k mladi trentarski mamici in prerokovala novorojencu, da bo postal neustrašen lovec, ki bo v gorah ujel samega zlatoroga ter z njegovimi zlatimi rogovi zaslužil bajno bogastvu. Ko so ostale gorske vile izvedele za to prerokbo, so Ajdovsko deklico kaznovale s tem, da so jo spremenile v skalo.

### Drugo
Dobre žene se kažejo še v drugih podobah oz. slovenskih ljudskih pravljicah in pripovedkah:
- Rojenice v Lipljeniški jami: ljudska
- Žal žene: ljudska
- Žalik žena v postelji: ljudska
- Žark žene: ljudska
- Žal žene v Mežiški dolini: ljudska
- Rojenice prerokujejo usodo:ljudska

## Zanimivosti
Vile sojenice je na svojem delu upodobil tudi umetnik Tone Kralj. Upodobljene so na velikih lesenih vhodnih vratih Osnovne šole Jožeta Gorjupa v Kostanjevici na Krki. Poleg vil v zgornjem delu vrat, so upodobljeni še prizori iz setve, trgatve ter dela v rudniku. Na vrhu pa se nahaja napis: Nulla dies sine linea – Niti en dan brez črte (izrek slikarja Apela o vsakdanjem delu).